# شینوبو یکدا
شینوبو یکدا (به انگلیسی: Shinobu Ikeda) بازیکن فوتبال اهل ژاپن و عضو تیم ملی فوتبال ژاپن است که در تاریخ ۰۴ ژوئن ۱۹۸۵ میلادی اولین بازی ملی‌اش را انجام داد. او در ۱ بازی ملی حضور داشت و آخرین بازی ملی خود را در تاریخ ۴ ژوئن ۱۹۸۵ میلادی انجام داد. شینوبو یکدا در بازی‌های ملی‌اش
گلی به ثمر نرساند.